# Thumb Prints and Diamonds
Thumb Prints and Diamonds (o anche Thumbprints and Diamonds) è un cortometraggio muto del 1914 diretto da Joseph W. Smiley.

## Produzione
Il film fu prodotto dalla Lubin Manufacturing Company.

## Distribuzione
Distribuito dalla General Film Company, il film - un cortometraggio in una bobina - venne distribuito nelle sale USA il 30 ottobre 1914.